# Rock croate
Le rock croate désigne le rock interprété par des groupes et artistes croates.

## Histoire
La scène rock croate, inexistante il y a encore quelques années, connaît un développement semblable à celui des autres pays de l'ex-bloc soviétique, notamment en Ukraine et en Russie. 
Souvent identifiée aux mouvements contestataires, il lui arrive d'être en conflit ouvert avec le gouvernement conservateur. Afin d'interdire un concert de Marilyn Manson le 22 août 2004 à Pula, le gouvernement a avancé le fait que le chanteur risquait d'« offenser les sentiments religieux » de son public. Ce concert fut finalement autorisé après la parution d'une série d'articles très critiques sur la censure dans le pays; officiellement, l'autorisation n'était valide qu'à la condition que durant le concert, l'artiste n'offense pas son public.

## Groupes et artistes
Les groupes et artistes notables incluent Žan i mazguni, Abergaz, Afion, Alergija, Analena, ApsoLud, Asylum Bedlam, Đubrivo, Beastial Aggression, Belfast Food, Bilk, Bolesno Grinje, Bugarska skupština, Chang Ffos, Cherkezi United,; Darko Rundek et Cargo Orkestar, Debeli Precjednik, Declaration, DeLyricum, et Desinence Mortification.